# Autigny-le-Grand
Autigny-le-Grand is een gemeente in het Franse departement Haute-Marne (regio Grand Est) en telt 180 inwoners (2005). De plaats maakt deel uit van het arrondissement Saint-Dizier.

## Geografie
De oppervlakte van Autigny-le-Grand bedraagt 3,6 km², de bevolkingsdichtheid is 50,0 inwoners per km².
De onderstaande kaart toont de ligging van Autigny-le-Grand met de belangrijkste infrastructuur en aangrenzende gemeenten.

## Demografie
Onderstaande figuur toont het verloop van het inwonertal (bron: INSEE-tellingen).